# Nguyễn Tự Cường (hoàng giáp)
Nguyễn Tự Cường là hiến sát sứ thời Lê sơ, đỗ hoàng giáp năm 1514.

## Thân thế
Nguyễn Tự Cường là người Tam Sơn, huyện Đông Ngàn (Bắc Ninh).

## Sự nghiệp
Ông đậu hoàng giáp khoa Giáp Tuất năm 1514. Đến năm Hồng Thuận, ông làm đến chức hiến sát sứ. Sau này do Mạc Đăng Dung giành ngôi nhà Lê sơ, ông về làng dấy binh và từng đánh Mạc nhiều lần ở sông Thiên Đức, sau uống thuốc độc tự tử do quân ít không địch nổi.

## Vinh danh
Đến thời Lê trung hưng, ông được khen thưởng và truy phong phúc thần hạng trung.

## Nhận định
Trong Lịch triều hiến chương loại chí, ở "Nhân vật chí", Phan Huy Chú có viết một mục về ông tại phần "Bề tôi tiết nghĩa".